# Yeşildere, Karaman
Yeşildere là một thị trấn thuộc thành phố Karaman, tỉnh Karaman, Thổ Nhĩ Kỳ. Dân số thời điểm năm 2011 là 1.006 người.